# Yúliya Berger
Yúliya Dmítriyevna Berger (en ruso: Юлия Дмитриевна Бергер; 5 de agosto de 1991) es una deportista rusa que compitió en gimnasia artística. Ganó una medalla de plata en el Campeonato Europeo de Gimnasia Artística de 2009, en la prueba de salto de potro.

## Palmarés internacional
| Campeonato Europeo | Campeonato Europeo | Campeonato Europeo | Campeonato Europeo |
| Año                | Lugar              | Medalla            | Prueba             |
| ------------------ | ------------------ | ------------------ | ------------------ |
| 2009               | Milán (Italia)     | Medalla de plata   | Salto de potro     |